# Mike Allred
Pour les articles homonymes, voir Allred.
Mike Allred est un dessinateur et scénariste de comics américain.

## Biographie

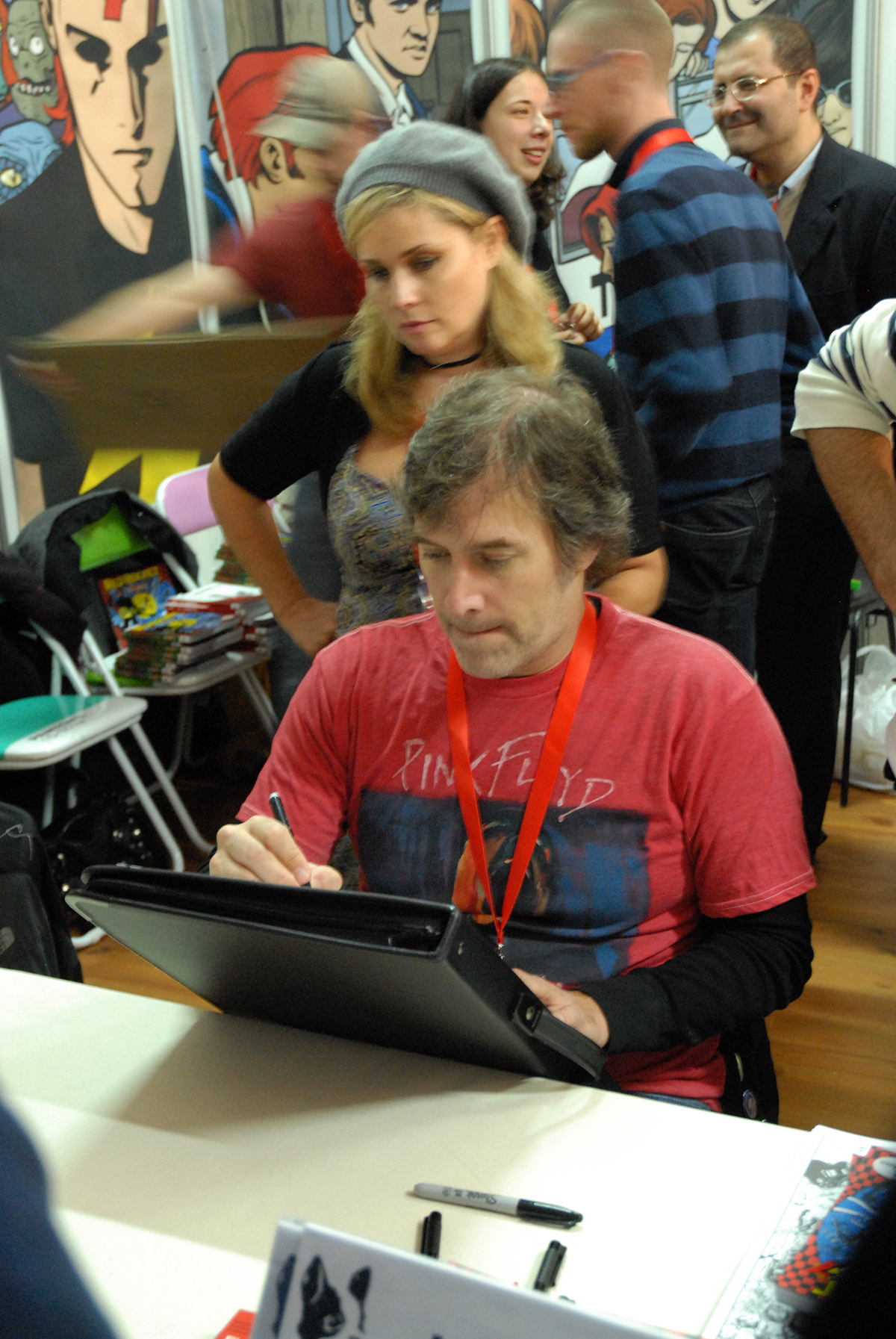
Mike Allred en dédicace au festival de Lucques (2010)

Ses premiers travaux sont réalisés pour des éditeurs indépendants tels que Slave Labor Graphics et Dark Horse Comics, principalement avec son personnage Madman. La série du même nom obtient le prix Harvey de la meilleure nouvelle série.
Il commence à attirer l'attention d'un plus large public avec Red Rocket 7, une série mélangeant science-fiction et rock 'n' roll, et également pour son travail sur la série X-Force de Peter Milligan (série qui a ensuite continué sous le nom de X-Statix).
Il adapte ensuite le Livre de Mormon (« The Golden Plates ») et travaille sur Madman Atomic Comics. Sa femme, Laura Allred, travaille souvent pour lui en tant que coloriste. On ne peut que remarquer dans le style d'Allred ses influences du pop art ainsi que les illustrations des années 50 et 60.
Allred a été récompensé par de nombreux prix. Il a gagné le prix Harvey de la meilleure nouvelle série en 1993 pour Madman ; été nommé meilleur dessinateur aux « Squiddy Awards » en 1994, 1995, 1996, 1997, 1998, 2001, et 2003 ; meilleur dessinateur aux Comics' Buyer's Guide Awards de 2002 et 2003 ; meilleur lettreur aux « Squiddy Awards » de 1998 ; meilleur encreur aux « Squiddy Awards » de 2000 et au Comics' Buyer's Guide de 2002 ; meilleur artiste de Couverture aux « Squiddy Awards » de 1997.
En 2016, il reçoit avec Dan Slott le prix Eisner du meilleur numéro pour Silver Surfer n°11 : Never After. En 2021, il reçoit le prix Eisner du meilleur dessinateur/encreur pour Bowie: Stardust et Rayguns & Moonage Daydreams.

## Publications

### En français
- Marvel no 8 (Panini Comics), 1997 : Untold Tales of Spider-Man Annual 1996 (scénario de Kurt Busiek, encrage de Joe Sinnott)
- Ultimate Spider-Man Hors Série no 2 (Panini Comics), 2002 : Ultimate Marvel Team-Up #4-5 (scénario de Brian Michael Bendis)
- The Atomics no 1 à 4 (Organic Comix), 2002-2005 : The Atomics #1 à 4
- X-Treme X-Men no 1 à 35 (Panini Comics), 2002-2005 : X-Force #116 à 128, X-Statix #1 à 20, X-Men Unlimited (volume 1) #41 (scénarios de Peter Milligan)
- X-Men Hors Série no 19 (Panini Comics), 2005 : X-Statix #21 à 26 (scénario de Peter Milligan)
- FF, coll. « 100% Marvel », Panini Comics :
  - Tome 1, Adieu et bienvenue !, 2014 : Fantastic Four (vol. 2) #1 à 8 (scénario de Matt Fraction, dessin de Mike Allred et Joe Quinones)
  - Tome 2, Futurs impossibles, 2014 : Fantastic Four (vol. 2) #9 à 16 (scénario de Mike Allred, Lee Allred, Matt Fraction et Karl Kesel, dessin de Mike Allred et Joe Quinones)

### En anglais
- Dead Air (Slave Labor Graphics)
- Madman (Image Comics/Oni Press/Dark Horse Comics)
- X-Statix (Marvel Comics)
- Red Rocket 7 (Dark Horse Comics)
- IZombie (DC Comics / Vertigo) (2010)

## Travaux Hors-Comics

### Filmographie

#### En tant que dessinateur
- Les Glandeurs (1995) (logo du titre)
- Méprise Multiple (1997)
- The Faculty (1998) (logo de l'équipe de football)

#### En tant que scénariste
- Astroesque (1996)
- G-Men from Hell (2000)

### En tant que musicien
- The Gear - Son of Red Rocket Seven (1998)

## Apparitions
On peut voir Allred jouer son propre rôle dans Méprise Multiple ; la scène d'ouverture se passe dans une convention de comics, et on le voit dédicacer des copies de Madman.

## Autres
Certains n'ont vu dans le dessin animé Freakazoid! qu'un plagiat de Madman[Qui ?]. Tant que la série était diffusée, Allred ne s'exprima pas sur le sujet. Toutefois en 2003, il en parla sur le forum de son site officiel (voir plus bas).
Depuis 1998, Robert Rodriguez possède les droits d'adaptation cinématographique de Madman. Cependant, Allred et Rodriguez, bien qu'ayant tenté maintes fois de démarrer un script, ne sont arrivés à rien. Allred a annoncé dans une convention qui a eu lieu en 2006 à San Francisco que le film Madman était en pré production et qu'il espérait que le tournage commencerait à la fin de l'année.